# Хрисохир
Хрисохир (греч. «Златорук») — родственник Владимира Святославича Киевского, который, по сообщению греческого историка Скилицы, в 1024 году предпринял морской поход к острову Лемнос.
Согласно сообщению Скилицы, во время междоусобицы по смерти Владимира в Византии появился отряд из 800 русов во главе с родственником покойного князя Хрисохиром. Он предлагал принять его на службу. Византийские власти на всякий случай выдвинули требование оставить оружие и начали переговоры. Хрисохир отказался, силой прорвался к городу Абидос, разбил пропонтидского стратига, дошёл до острова Лемнос, где был окружён византийским флотом. Там он снова отказался покориться и погиб с большинством своих воинов.
Хрисохира пытались отождествить с сыновьями Владимира — Позвиздом (Н. А. Баумгартен) и Святополком, который, по одной из версий, вопреки летописным сведениям, правил в Киеве до самого 1023 года. Константин Цукерман трактует Хрисохира как главу сторонников Святополка, которые после гибели патрона попытались пробиться из Поднепровья в Средиземное море.